# Бельрайв (Міссурі)
Бельрайв (англ. Bellerive) — селище (англ. village) в США, в окрузі Сент-Луїс штату Міссурі. Населення — 191 особа (2020).

## Географія
Бельрайв розташований за координатами 38°42′44″ пн. ш. 90°18′44″ зх. д. / 38.71222° пн. ш. 90.31222° зх. д. (38.712278, -90.312124).  За даними Бюро перепису населення США в 2010 році селище мало площу 0,86 км², уся площа — суходіл.

## Демографія
Згідно з переписом 2010 року, у селищі мешкало 188 осіб у 82 домогосподарствах у складі 63 родин. Густота населення становила 219 осіб/км².  Було 87 помешкань (101/км²).
Расовий склад населення:
| - 54,8 % — білих - 43,1 % — чорних або афроамериканців |

До двох чи більше рас належало 2,1 %. Частка іспаномовних становила 0,0 % від усіх жителів.
За віковим діапазоном населення розподілялося таким чином: 16,0 % — особи молодші 18 років, 63,3 % — особи у віці 18—64 років, 20,7 % — особи у віці 65 років та старші. Медіана віку мешканця становила 54,2 року. На 100 осіб жіночої статі у селищі припадало 86,1 чоловіків;  на 100 жінок у віці від 18 років та старших — 85,9 чоловіків також старших 18 років.
Середній дохід на одне домашнє господарство  становив 145 539 доларів США (медіана — 122 500), а середній дохід на одну сім'ю — 167 736 доларів (медіана — 141 250). За межею бідності перебувало 3,3 % осіб, у тому числі 13,0 % дітей у віці до 18 років та 0,0 % осіб у віці 65 років та старших.
Цивільне працевлаштоване населення становило 95 осіб. Основні галузі зайнятості: освіта, охорона здоров'я та соціальна допомога — 44,2 %, науковці, спеціалісти, менеджери — 23,2 %, роздрібна торгівля — 10,5 %, виробництво — 4,2 %.